# Perimeter Institute for Theoretical Physics

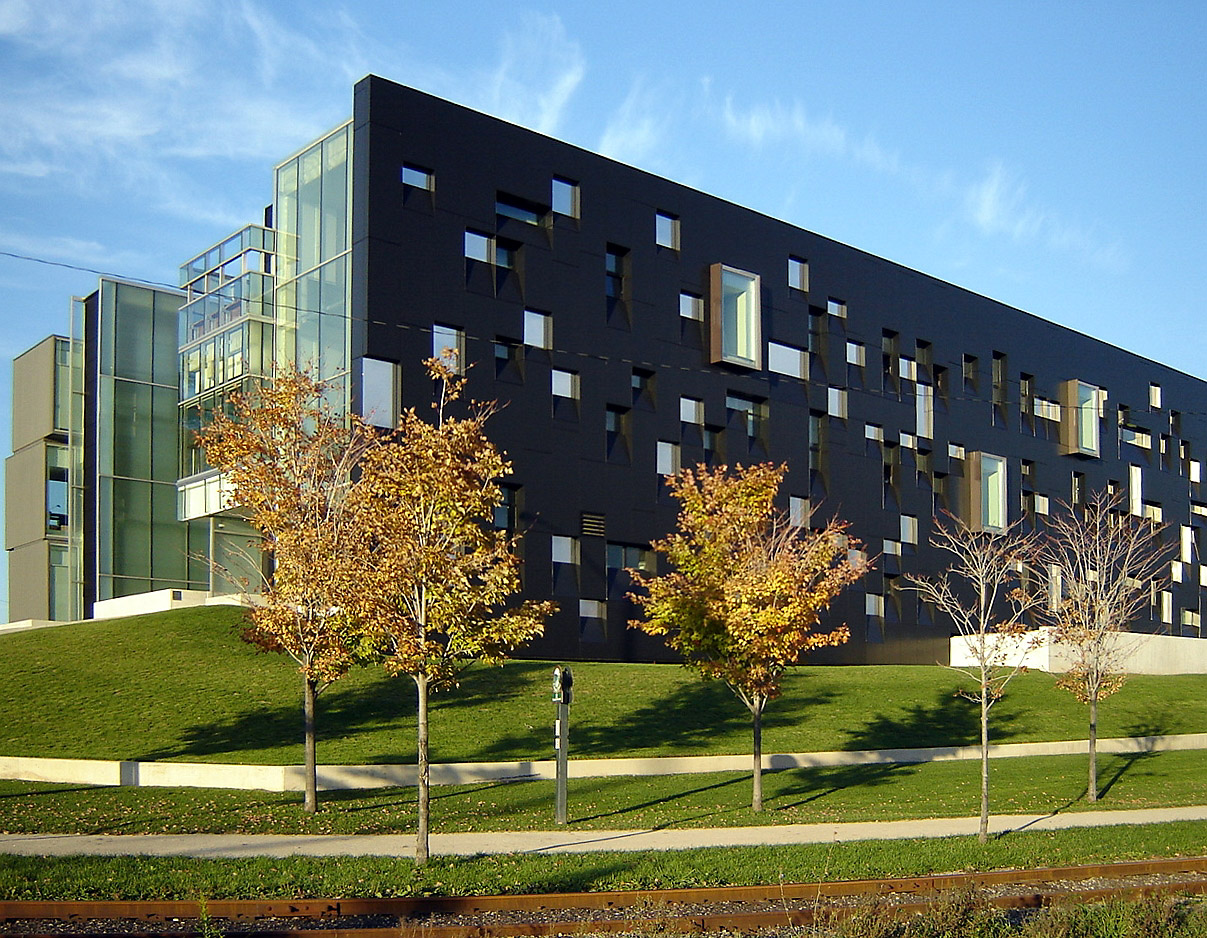
Perimeterinstitutet i Waterloo, Ontario, Kanada

Perimeter Institute for Theoretical Physics (PI) är ett forskningsinstitut för teoretisk fysik i Waterloo i Ontario i Kanada. 
Perimeterinstitutet är ett oberoende forskningsinstitut, som grundats 1999 på initiativ av den kanadensiske entreprenören Mike Lazaridis, en av grundarna av handdatortillverkaren Research in Motion. Mike Lazaridis har också finansierat verksamheten med en donation på 165 miljoner US dollar.
I september 2011 invigdes en utbyggnad av institutet med 5.000 kvadratmeter, Stephen Hawking Centre.Perimeterinstitutet har därmed resurser för över 200 forskare, vilket gör det till världens största forskningsinstitut för teoretisk fysik. Arbetsområden för institutet är bland annat supersträngteori, loopkvantgravitation, den kondenserade materiens fysik och kvantinformation, det senare i samarbete med Institute of Quantum Computing vid University of Waterloo.
Chef för institutet är sedan 2008 Neil Turok.